# Little Green Island
Little Green Island est une île granitique de 87 ha, au sud-est de l'Australie. Elle fait partie de l'archipel de Great Dog Island (Tasmanie), en Tasmanie, située à l'est du détroit de Bass entre Flinders et Cape Barren Islands dans l'archipel Furneaux.  

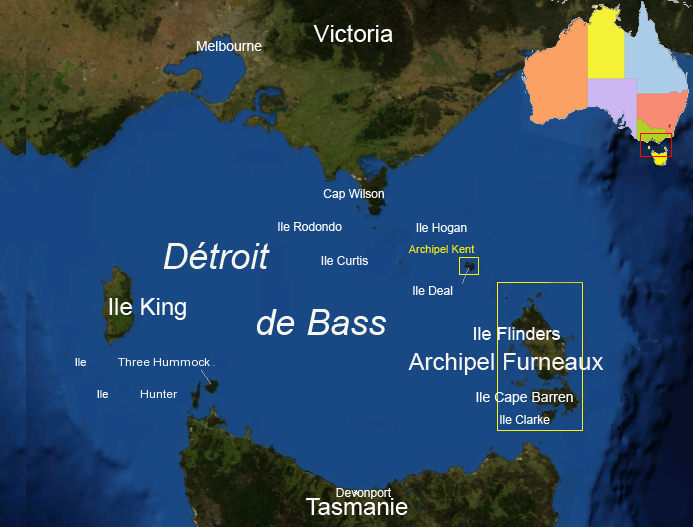
Détroit de Bass.

C'est en partie une zone protégée et en partie une propriété privée utilisée pour le pâturage.  L'île a été dégradée par les incendies répétés et un pâturage excessif.  Jusqu'en 1957 la chasse des oiseaux a été pratiquée dans un but commercial. depuis, c'est devenu un loisir. L'île fait partie de la Zone importante pour la conservation des oiseaux de Franklin Sound Islands (Franklin Sound Islands Important Bird Area), reconnue comme telle par BirdLife International parce qu'elle héberge plus de 1 % de la population mondiale pour six espèces d'oiseaux.

## Flore et faune
La végétation dominante est le Tussack encore appelé Stipe.
L'île est reconnue pour la reproduction des oiseaux marins et des échassiers, on y trouve le Manchot pygmée, le Puffin à bec grêle (600 000 couples) et l'Huîtrier fuligineux.
Les reptiles présents comprennent Niveoscincus metallicus et le Serpent-tigre.